# Артюх, Василий Александрович
Василий Александрович Артюх (10 июня 1953, дер. Малышевичи Гродненской области — 4 ноября 2017, Калининград) — российский военачальник, генерал-лейтенант (12.06.2006), командующий береговыми войсками Балтийского флот ВМФ России в 2005—2008 годах.

## Биография
Василий Артюх родился 10 июня 1953 года в деревушке Малышевичи Гродненской области Белорусской ССР в крестьянской семье. Василий был девятым и последним ребёнком в семье, с детства мечтал стать военным, хотел служить на подводной лодке, но не прошёл медицинскую комиссию. После школы Артюх смог поступить в Ташкентское высшее общевойсковое командное училище, хотя плохо владел русским языком. Оканчивал училище в звании старшего сержанта, заместителя командира взвода.
После окончания училища в 1974 году Артюх служил в Германии, затем в Прибалтийском, Дальневосточном и Северо-Кавказском военных округах. Он начинал офицерскую службу с должности командира мотострелкового взвода, затем был командиром роты, начальником штаба — заместителем командира батальона, командиром батальона. В перерывах отучился в Военной академии имени М. В. Фрунзе.
Завершив обучение в академии в 1987 году, Атрюх был назначен командиром мотострелкового полка в 11-й отдельной гвардейской армии, затем занимал должности заместителя командира дивизии и армейского корпуса, в 1997—1998 годы — командира мотострелковой дивизии. В 2000 году окончил Военную академию Генерального штаба Вооружённых Сил РФ, после чего служил начальником штаба — первым заместителем командира корпуса в Северо-Кавказском военном округе. Затем был начальником штаба — первым заместителем командующего армией в СКВО.
В январе 2002 года Артюх был назначен на Балтийский флот, служил в должности начальника штаба — первого заместителя командующего береговыми войсками. 3 июня 2005 года Указом Президента Российской Федерации генерал-майор Артюх был назначен командующим береговыми войсками — заместителем командующего Балтийским флотом по береговым войскам. 14 мая 2007 года Указом Президента России присвоено почётное звание «Заслуженный военный специалист Российской Федерации». В 2008 году он был уволен из рядов вооружённых сил.
После выхода на пенсию Василий Артюх остался в Калининграде, перешёл на федеральной государственной гражданской службе, работал инспектором в калининградском военкомате. В марте 2012 года он занял должность вице-президента Балтийской ассоциации региональных строителей (БАРС), в июле 2012 года избран президентом НП СРО «БАРС Энергоаудит».

## Награды
- Звание «Заслуженный военный специалист Российской Федерации» (14.05.2007).

## Память
- Мемориальная доска в честь земляка – генерал-лейтенанта В. А. Артюха (1953-2017 гг.), который в 1970 году окончил Деревновскую среднюю школу в аг. Деревная (Слонимский район). Открыта 1 сентября 2023 года в ГУО «Деревновская базовая школа Слонимского района»[9].